# Eleições presidenciais portuguesas de 2011 nos Açores
| Eleições presidenciais portuguesas de 2011 Distritos: Aveiro \| Beja \| Braga \| Bragança \| Castelo Branco \| Coimbra \| Évora \| Faro \| Guarda \| Leiria \| Lisboa \| Portalegre \| Porto \| Santarém \| Setúbal \| Viana do Castelo \| Vila Real \| Viseu \| Açores \| Madeira \| Estrangeiro |

## Resultados por Concelho
Os resultados nos concelhos da Região Autónoma dos Açores foram os seguintes:

### Angra do Heroísmo
| Candidato               | Candidato               | Votos  | %               |
| ----------------------- | ----------------------- | ------ | --------------- |
|                         | Aníbal Cavaco Silva     | 5 989  | 56,67 / 100,00  |
|                         | Manuel Alegre           | 2 622  | 24,81 / 100,00  |
|                         | Fernando Nobre          | 1 233  | 11,67 / 100,00  |
|                         | José Manuel Coelho      | 416    | 3,94 / 100,00   |
|                         | Francisco Lopes         | 201    | 1,90 / 100,00   |
|                         | Defensor Moura          | 107    | 1,01 / 100,00   |
| Votos Inválidos         | Votos Inválidos         | 787    | 6,93 / 100,00   |
| Total                   | Total                   | 11 355 | 100,00 / 100,00 |
| Eleitorado/Participação | Eleitorado/Participação | 32 480 | 34,96 / 100,00  |

| Freguesia                          | %     | %     | %     | %    | %    | %    | Votantes |
| Freguesia                          | ACS   | MA    | FN    | JMC  | FL   | DM   | Votantes |
| ---------------------------------- | ----- | ----- | ----- | ---- | ---- | ---- | -------- |
| Altares                            | 63,31 | 29,14 | 3,60  | 2,52 | 1,08 | 0,36 | 296      |
| Angra (Nossa Senhora da Conceição) | 47,36 | 30,11 | 14,38 | 4,41 | 3,16 | 0,58 | 1 125    |
| Angra (Santa Luzia)                | 47,82 | 30,59 | 15,61 | 1,87 | 3,12 | 1,00 | 862      |
| Angra (São Pedro)                  | 56,33 | 20,82 | 16,16 | 3,59 | 1,88 | 1,22 | 1 319    |
| Angra (Sé)                         | 61,21 | 19,61 | 13,58 | 3,45 | 1,29 | 0,86 | 503      |
| Cinco Ribeiras                     | 64,07 | 11,11 | 13,70 | 6,30 | 2,96 | 1,85 | 294      |
| Doze Ribeiras                      | 53,50 | 30,50 | 8,50  | 4,50 | 2,00 | 1,00 | 210      |
| Feteira                            | 57,70 | 22,41 | 10,64 | 6,16 | 2,52 | 0,56 | 383      |
| Porto Judeu                        | 68,71 | 17,77 | 8,33  | 3,30 | 0,63 | 1,26 | 683      |
| Posto Santo                        | 53,45 | 27,93 | 11,03 | 4,14 | 1,72 | 1,72 | 310      |
| Raminho                            | 56,82 | 30,91 | 10,00 | 1,36 | 0,91 | 0    | 234      |
| Ribeirinha                         | 63,91 | 20,02 | 11,34 | 3,45 | 0,49 | 0,79 | 1 069    |
| Santa Bárbara                      | 69,25 | 18,45 | 7,74  | 2,51 | 1,14 | 0,91 | 482      |
| São Bartolomeu dos Regatos         | 65,64 | 17,70 | 8,64  | 5,14 | 1,65 | 1,23 | 510      |
| São Bento                          | 48,15 | 34,90 | 10,23 | 3,86 | 1,85 | 1,01 | 651      |
| São Mateus da Calheta              | 43,69 | 36,36 | 11,36 | 5,05 | 2,65 | 0,88 | 865      |
| Serreta                            | 64,86 | 19,59 | 7,43  | 6,08 | 2,03 | 0    | 165      |
| Terra Chã                          | 51,66 | 26,66 | 11,88 | 5,52 | 2,90 | 1,38 | 780      |
| Vila de São Sebastião              | 65,81 | 19,66 | 8,38  | 3,59 | 0,85 | 1,71 | 614      |
| Angra do Heroísmo                  | 56,67 | 24,81 | 11,67 | 3,94 | 1,90 | 1,01 | 11 355   |

### Calheta
| Candidato               | Candidato               | Votos | %               |
| ----------------------- | ----------------------- | ----- | --------------- |
|                         | Aníbal Cavaco Silva     | 1 118 | 77,00 / 100,00  |
|                         | Manuel Alegre           | 205   | 14,12 / 100,00  |
|                         | Fernando Nobre          | 78    | 5,37 / 100,00   |
|                         | José Manuel Coelho      | 27    | 1,86 / 100,00   |
|                         | Francisco Lopes         | 13    | 0,90 / 100,00   |
|                         | Defensor Moura          | 11    | 0,76 / 100,00   |
| Votos Inválidos         | Votos Inválidos         | 47    | 3,14 / 100,00   |
| Total                   | Total                   | 1 499 | 100,00 / 100,00 |
| Eleitorado/Participação | Eleitorado/Participação | 3 793 | 39,52 / 100,00  |

| Freguesia                       | %     | %     | %     | %    | %    | %    | Votantes |
| Freguesia                       | ACS   | MA    | FN    | JMC  | FL   | DM   | Votantes |
| ------------------------------- | ----- | ----- | ----- | ---- | ---- | ---- | -------- |
| Calheta                         | 59,77 | 24,14 | 10,80 | 2,76 | 1,15 | 1,38 | 453      |
| Norte Pequeno                   | 88,57 | 6,67  | 2,86  | 1,90 | 0    | 0    | 106      |
| Ribeira Seca                    | 85,99 | 8,55  | 2,85  | 1,90 | 0,48 | 0,24 | 429      |
| Santo Antão                     | 82,65 | 10,20 | 4,08  | 1,02 | 1,36 | 0,68 | 300      |
| Topo (Nossa Senhora do Rosário) | 81,22 | 13,71 | 2,03  | 1,02 | 1,02 | 1,02 | 211      |
| Calheta                         | 77,00 | 14,12 | 5,37  | 1,86 | 0,90 | 0,76 | 1 499    |

### Corvo
| Candidato               | Candidato               | Votos | %               |
| ----------------------- | ----------------------- | ----- | --------------- |
|                         | Aníbal Cavaco Silva     | 65    | 44,83 / 100,00  |
|                         | Manuel Alegre           | 52    | 35,86 / 100,00  |
|                         | José Manuel Coelho      | 19    | 13,10 / 100,00  |
|                         | Fernando Nobre          | 7     | 4,83 / 100,00   |
|                         | Francisco Lopes         | 2     | 1,38 / 100,00   |
|                         | Defensor Moura          | 0     | 0,00 / 100,00   |
| Votos Inválidos         | Votos Inválidos         | 8     | 5,23 / 100,00   |
| Total                   | Total                   | 153   | 100,00 / 100,00 |
| Eleitorado/Participação | Eleitorado/Participação | 351   | 43,59 / 100,00  |

| Freguesia | %     | %     | %     | %    | %    | %  | Votantes |
| Freguesia | ACS   | MA    | JMC   | FN   | FL   | DM | Votantes |
| --------- | ----- | ----- | ----- | ---- | ---- | -- | -------- |
| Corvo     | 44,83 | 35,86 | 13,10 | 4,83 | 1,38 | 0  | 153      |
| Corvo     | 44,83 | 35,86 | 13,10 | 4,83 | 1,38 | 0  | 153      |

### Horta
| Candidato               | Candidato               | Votos  | %               |
| ----------------------- | ----------------------- | ------ | --------------- |
|                         | Aníbal Cavaco Silva     | 2 629  | 58,14 / 100,00  |
|                         | Manuel Alegre           | 1 079  | 23,86 / 100,00  |
|                         | Fernando Nobre          | 463    | 10,24 / 100,00  |
|                         | José Manuel Coelho      | 167    | 3,69 / 100,00   |
|                         | Francisco Lopes         | 137    | 3,03 / 100,00   |
|                         | Defensor Moura          | 47     | 1,04 / 100,00   |
| Votos Inválidos         | Votos Inválidos         | 379    | 7,73 / 100,00   |
| Total                   | Total                   | 4 901  | 100,00 / 100,00 |
| Eleitorado/Participação | Eleitorado/Participação | 13 116 | 37,37 / 100,00  |

| Freguesia           | %     | %     | %     | %    | %    | %    | Votantes |
| Freguesia           | ACS   | MA    | FN    | JMC  | FL   | DM   | Votantes |
| ------------------- | ----- | ----- | ----- | ---- | ---- | ---- | -------- |
| Capelo              | 58,01 | 26,52 | 9,94  | 2,21 | 3,31 | 0    | 189      |
| Castelo Branco      | 62,30 | 22,57 | 7,90  | 2,48 | 2,93 | 1,81 | 475      |
| Cedros              | 78,24 | 10,76 | 6,36  | 3,42 | 0,73 | 0,49 | 429      |
| Feteira             | 53,12 | 24,12 | 13,55 | 3,25 | 4,07 | 1,90 | 406      |
| Flamengos           | 61,35 | 25,69 | 5,99  | 3,74 | 2,00 | 1,25 | 443      |
| Horta (Angústias)   | 48,61 | 31,86 | 11,91 | 1,94 | 4,71 | 0,97 | 784      |
| Horta (Conceição)   | 58,47 | 24,58 | 8,47  | 4,52 | 3,11 | 0,85 | 387      |
| Horta (Matriz)      | 53,54 | 23,30 | 14,03 | 5,18 | 2,72 | 1,23 | 792      |
| Pedro Miguel        | 50,00 | 26,58 | 13,06 | 3,60 | 5,86 | 0,90 | 253      |
| Praia do Almoxarife | 48,65 | 34,75 | 11,20 | 3,09 | 2,32 | 0    | 288      |
| Praia do Norte      | 65,81 | 12,82 | 9,40  | 8,55 | 1,71 | 1,71 | 127      |
| Ribeirinha          | 60,53 | 19,74 | 11,18 | 5,26 | 2,63 | 0,66 | 165      |
| Salão               | 81,13 | 8,18  | 3,14  | 5,66 | 1,26 | 0,63 | 163      |
| Horta               | 58,14 | 23,86 | 10,24 | 3,69 | 3,03 | 1,04 | 4 901    |

### Lagoa
| Candidato               | Candidato               | Votos  | %               |
| ----------------------- | ----------------------- | ------ | --------------- |
|                         | Aníbal Cavaco Silva     | 1 560  | 53,59 / 100,00  |
|                         | Manuel Alegre           | 798    | 27,41 / 100,00  |
|                         | Fernando Nobre          | 296    | 10,17 / 100,00  |
|                         | José Manuel Coelho      | 136    | 4,67 / 100,00   |
|                         | Francisco Lopes         | 78     | 2,68 / 100,00   |
|                         | Defensor Moura          | 43     | 1,48 / 100,00   |
| Votos Inválidos         | Votos Inválidos         | 218    | 6,97 / 100,00   |
| Total                   | Total                   | 3 129  | 100,00 / 100,00 |
| Eleitorado/Participação | Eleitorado/Participação | 12 209 | 25,63 / 100,00  |

| Freguesia                        | %     | %     | %     | %    | %    | %    | Votantes |
| Freguesia                        | ACS   | MA    | FN    | JMC  | FL   | DM   | Votantes |
| -------------------------------- | ----- | ----- | ----- | ---- | ---- | ---- | -------- |
| Água de Pau                      | 57,94 | 28,37 | 6,75  | 3,57 | 1,98 | 1,39 | 542      |
| Cabouco                          | 53,82 | 27,48 | 8,22  | 5,95 | 3,68 | 0,85 | 380      |
| Lagoa (Nossa Senhora do Rosário) | 50,28 | 27,94 | 13,20 | 4,86 | 2,27 | 1,46 | 1 334    |
| Lagoa (Santa Cruz)               | 55,68 | 25,43 | 8,95  | 4,26 | 3,69 | 1,99 | 745      |
| Ribeira Chã                      | 56,52 | 29,57 | 6,09  | 6,09 | 0,87 | 0,87 | 128      |
| Lagoa                            | 53,59 | 27,41 | 10,17 | 4,67 | 2,68 | 1,48 | 3 129    |

### Lajes das Flores
| Candidato               | Candidato               | Votos | %               |
| ----------------------- | ----------------------- | ----- | --------------- |
|                         | Aníbal Cavaco Silva     | 320   | 62,02 / 100,00  |
|                         | Manuel Alegre           | 108   | 20,93 / 100,00  |
|                         | Fernando Nobre          | 41    | 7,95 / 100,00   |
|                         | José Manuel Coelho      | 29    | 5,62 / 100,00   |
|                         | Francisco Lopes         | 10    | 1,94 / 100,00   |
|                         | Defensor Moura          | 8     | 1,55 / 100,00   |
| Votos Inválidos         | Votos Inválidos         | 42    | 7,53 / 100,00   |
| Total                   | Total                   | 558   | 100,00 / 100,00 |
| Eleitorado/Participação | Eleitorado/Participação | 1 279 | 43,63 / 100,00  |

| Freguesia        | %     | %     | %     | %    | %     | %    | Votantes |
| Freguesia        | ACS   | MA    | FN    | JMC  | FL    | DM   | Votantes |
| ---------------- | ----- | ----- | ----- | ---- | ----- | ---- | -------- |
| Fajã Grande      | 57,35 | 19,12 | 11,76 | 8,82 | 0     | 2,94 | 71       |
| Fajãzinha        | 64,29 | 23,81 | 4,76  | 7,14 | 0     | 0    | 48       |
| Fazenda          | 55,05 | 33,03 | 4,59  | 6,42 | 0     | 0,92 | 117      |
| Lajedo           | 64,44 | 11,11 | 11,11 | 2,22 | 11,11 | 0    | 48       |
| Lajes das Flores | 64,94 | 18,39 | 6,90  | 5,17 | 2,87  | 1,72 | 186      |
| Lomba            | 64,91 | 12,28 | 14,04 | 5,26 | 0     | 3,51 | 66       |
| Mosteiro         | 71,43 | 23,81 | 4,76  | 0    | 0     | 0    | 22       |
| Lajes das Flores | 62,02 | 20,93 | 7,95  | 5,62 | 1,94  | 1,55 | 558      |

### Lajes do Pico
| Candidato               | Candidato               | Votos | %               |
| ----------------------- | ----------------------- | ----- | --------------- |
|                         | Aníbal Cavaco Silva     | 866   | 56,71 / 100,00  |
|                         | Manuel Alegre           | 424   | 27,77 / 100,00  |
|                         | Fernando Nobre          | 125   | 8,19 / 100,00   |
|                         | José Manuel Coelho      | 84    | 5,50 / 100,00   |
|                         | Francisco Lopes         | 17    | 1,11 / 100,00   |
|                         | Defensor Moura          | 11    | 0,72 / 100,00   |
| Votos Inválidos         | Votos Inválidos         | 88    | 5,45 / 100,00   |
| Total                   | Total                   | 1 615 | 100,00 / 100,00 |
| Eleitorado/Participação | Eleitorado/Participação | 4 506 | 35,84 / 100,00  |

| Freguesia          | %     | %     | %     | %    | %    | %    | Votantes |
| Freguesia          | ACS   | MA    | FN    | JMC  | FL   | DM   | Votantes |
| ------------------ | ----- | ----- | ----- | ---- | ---- | ---- | -------- |
| Calheta de Nesquim | 65,00 | 20,00 | 8,00  | 7,00 | 0    | 0    | 108      |
| Lajes do Pico      | 49,32 | 31,97 | 10,53 | 5,46 | 1,56 | 1,17 | 547      |
| Piedade            | 64,92 | 24,26 | 5,57  | 4,59 | 0,33 | 0,33 | 314      |
| Ribeiras           | 60,07 | 21,22 | 8,63  | 8,27 | 1,44 | 0,36 | 293      |
| Ribeirinha         | 50,66 | 38,82 | 7,24  | 3,29 | 0    | 0    | 161      |
| São João           | 59,22 | 26,82 | 6,15  | 3,91 | 2,23 | 1,68 | 192      |
| Lajes do Pico      | 56,71 | 27,77 | 8,19  | 5,50 | 1,11 | 0,72 | 1 615    |

### Madalena
| Candidato               | Candidato               | Votos | %               |
| ----------------------- | ----------------------- | ----- | --------------- |
|                         | Aníbal Cavaco Silva     | 1 141 | 60,47 / 100,00  |
|                         | Manuel Alegre           | 432   | 22,89 / 100,00  |
|                         | Fernando Nobre          | 155   | 8,21 / 100,00   |
|                         | José Manuel Coelho      | 98    | 5,19 / 100,00   |
|                         | Francisco Lopes         | 47    | 2,49 / 100,00   |
|                         | Defensor Moura          | 14    | 0,74 / 100,00   |
| Votos Inválidos         | Votos Inválidos         | 98    | 4,93 / 100,00   |
| Total                   | Total                   | 1 985 | 100,00 / 100,00 |
| Eleitorado/Participação | Eleitorado/Participação | 5 420 | 36,62 / 100,00  |

| Freguesia     | %     | %     | %     | %     | %    | %    | Votantes |
| Freguesia     | ACS   | MA    | FN    | JMC   | FL   | DM   | Votantes |
| ------------- | ----- | ----- | ----- | ----- | ---- | ---- | -------- |
| Bandeiras     | 52,50 | 18,75 | 13,13 | 11,25 | 3,75 | 0,63 | 171      |
| Candelária    | 49,33 | 29,00 | 9,00  | 8,67  | 3,00 | 1,00 | 311      |
| Criação Velha | 74,70 | 11,65 | 4,42  | 6,83  | 2,01 | 0    | 264      |
| Madalena      | 58,57 | 23,55 | 11,03 | 3,13  | 2,53 | 1,19 | 719      |
| São Caetano   | 70,81 | 16,76 | 5,95  | 4,86  | 1,62 | 0    | 189      |
| São Mateus    | 61,80 | 30,12 | 3,42  | 2,17  | 2,17 | 0,31 | 331      |
| Madalena      | 60,47 | 22,89 | 8,21  | 5,19  | 2,49 | 0,74 | 1 985    |

### Nordeste
| Candidato               | Candidato               | Votos | %               |
| ----------------------- | ----------------------- | ----- | --------------- |
|                         | Aníbal Cavaco Silva     | 1 184 | 59,26 / 100,00  |
|                         | Manuel Alegre           | 494   | 24,72 / 100,00  |
|                         | José Manuel Coelho      | 133   | 6,66 / 100,00   |
|                         | Fernando Nobre          | 127   | 6,36 / 100,00   |
|                         | Defensor Moura          | 32    | 1,60 / 100,00   |
|                         | Francisco Lopes         | 28    | 1,40 / 100,00   |
| Votos Inválidos         | Votos Inválidos         | 115   | 5,44 / 100,00   |
| Total                   | Total                   | 2 113 | 100,00 / 100,00 |
| Eleitorado/Participação | Eleitorado/Participação | 4 735 | 44,63 / 100,00  |

| Freguesia                    | %     | %     | %    | %    | %    | %    | Votantes |
| Freguesia                    | ACS   | MA    | JMC  | FN   | DM   | FL   | Votantes |
| ---------------------------- | ----- | ----- | ---- | ---- | ---- | ---- | -------- |
| Achada                       | 54,76 | 33,81 | 5,24 | 2,38 | 1,90 | 1,90 | 216      |
| Achadinha                    | 48,13 | 34,11 | 8,41 | 6,54 | 1,87 | 0,93 | 220      |
| Algarvia                     | 68,09 | 19,86 | 6,38 | 3,55 | 0    | 2,13 | 153      |
| Lomba da Fazenda             | 66,27 | 19,58 | 6,93 | 4,82 | 1,51 | 0,90 | 360      |
| Nordeste                     | 62,53 | 18,53 | 5,91 | 9,78 | 1,83 | 1,43 | 523      |
| Salga                        | 57,50 | 28,75 | 6,88 | 3,75 | 1,88 | 1,25 | 166      |
| Santana                      | 54,45 | 29,84 | 7,33 | 6,81 | 0,52 | 1,05 | 204      |
| Santo António de Nordestinho | 56,74 | 23,40 | 7,80 | 8,51 | 1,42 | 2,13 | 144      |
| São Pedro de Nordestinho     | 56,78 | 25,42 | 5,93 | 7,63 | 3,39 | 0,85 | 127      |
| Nordeste                     | 59,26 | 24,72 | 6,66 | 6,36 | 1,60 | 1,40 | 2 113    |

### Ponta Delgada
| Candidato               | Candidato               | Votos  | %               |
| ----------------------- | ----------------------- | ------ | --------------- |
|                         | Aníbal Cavaco Silva     | 8 292  | 50,27 / 100,00  |
|                         | Manuel Alegre           | 4 295  | 26,04 / 100,00  |
|                         | Fernando Nobre          | 2 460  | 14,91 / 100,00  |
|                         | José Manuel Coelho      | 778    | 4,72 / 100,00   |
|                         | Francisco Lopes         | 496    | 3,01 / 100,00   |
|                         | Defensor Moura          | 175    | 1,06 / 100,00   |
| Votos Inválidos         | Votos Inválidos         | 1 296  | 7,29 / 100,00   |
| Total                   | Total                   | 17 792 | 100,00 / 100,00 |
| Eleitorado/Participação | Eleitorado/Participação | 62 198 | 28,61 / 100,00  |

| Freguesia                     | %     | %     | %     | %     | %    | %    | Votantes |
| Freguesia                     | ACS   | MA    | FN    | JMC   | FL   | DM   | Votantes |
| ----------------------------- | ----- | ----- | ----- | ----- | ---- | ---- | -------- |
| Ajuda da Bretanha             | 61,45 | 21,23 | 8,38  | 3,35  | 2,23 | 3,35 | 191      |
| Arrifes                       | 54,65 | 25,04 | 11,42 | 4,24  | 3,18 | 1,47 | 1 307    |
| Candelária                    | 56,96 | 20,68 | 10,13 | 5,91  | 3,80 | 2,53 | 246      |
| Capelas                       | 52,78 | 26,93 | 10,27 | 6,52  | 2,66 | 0,85 | 882      |
| Covoada                       | 56,76 | 24,32 | 9,80  | 4,39  | 4,39 | 0,34 | 306      |
| Fajã de Baixo                 | 42,61 | 29,00 | 20,65 | 3,48  | 3,17 | 1,08 | 1 419    |
| Fajã de Cima                  | 47,98 | 27,75 | 15,32 | 4,48  | 3,76 | 0,72 | 745      |
| Fenais da Luz                 | 53,63 | 22,81 | 13,53 | 6,52  | 2,01 | 1,50 | 439      |
| Feteiras                      | 43,96 | 35,16 | 10,26 | 5,86  | 3,30 | 1,47 | 287      |
| Ginetes                       | 63,61 | 17,38 | 10,16 | 3,93  | 3,93 | 0,98 | 329      |
| Mosteiros                     | 63,00 | 23,24 | 5,50  | 4,28  | 3,36 | 0,61 | 335      |
| Pilar da Bretanha             | 55,73 | 19,79 | 8,85  | 6,25  | 7,81 | 1,56 | 199      |
| Ponta Delgada (São José)      | 47,94 | 27,47 | 17,35 | 3,94  | 2,59 | 0,71 | 1 836    |
| Ponta Delgada (São Pedro)     | 45,69 | 25,83 | 19,68 | 4,48  | 2,94 | 1,36 | 2 483    |
| Ponta Delgada (São Sebastião) | 52,89 | 23,52 | 17,68 | 3,06  | 2,14 | 0,71 | 1 541    |
| Relva                         | 50,70 | 22,69 | 17,53 | 5,79  | 2,03 | 1,25 | 699      |
| Remédios                      | 56,00 | 27,67 | 5,33  | 6,33  | 3,33 | 1,33 | 314      |
| Rosto do Cão (Livramento)     | 50,89 | 24,22 | 15,56 | 5,22  | 3,33 | 0,78 | 960      |
| Rosto do Cão (São Roque)      | 47,27 | 30,99 | 13,04 | 5,46  | 2,68 | 0,56 | 972      |
| Santa Bárbara                 | 52,17 | 22,10 | 10,51 | 10,87 | 2,90 | 1,45 | 288      |
| Santa Clara                   | 42,11 | 31,96 | 18,52 | 3,98  | 3,16 | 0,27 | 794      |
| Santo António                 | 54,73 | 25,96 | 8,05  | 7,04  | 2,21 | 2,01 | 535      |
| São Vicente Ferreira          | 53,80 | 23,42 | 12,03 | 4,64  | 4,64 | 1,48 | 522      |
| Sete Cidades                  | 62,66 | 26,58 | 5,70  | 1,90  | 3,16 | 0    | 163      |
| Ponta Delgada                 | 50,27 | 26,04 | 14,91 | 4,72  | 3,01 | 1,06 | 17 792   |

### Povoação
| Candidato               | Candidato               | Votos | %               |
| ----------------------- | ----------------------- | ----- | --------------- |
|                         | Aníbal Cavaco Silva     | 1 069 | 51,03 / 100,00  |
|                         | Manuel Alegre           | 699   | 33,37 / 100,00  |
|                         | Fernando Nobre          | 156   | 7,45 / 100,00   |
|                         | José Manuel Coelho      | 126   | 6,01 / 100,00   |
|                         | Francisco Lopes         | 34    | 1,62 / 100,00   |
|                         | Defensor Moura          | 11    | 0,53 / 100,00   |
| Votos Inválidos         | Votos Inválidos         | 152   | 6,77 / 100,00   |
| Total                   | Total                   | 2 247 | 100,00 / 100,00 |
| Eleitorado/Participação | Eleitorado/Participação | 6 274 | 35,81 / 100,00  |

| Freguesia                  | %     | %     | %    | %    | %    | %    | Votantes |
| Freguesia                  | ACS   | MA    | FN   | JMC  | FL   | DM   | Votantes |
| -------------------------- | ----- | ----- | ---- | ---- | ---- | ---- | -------- |
| Água Retorta               | 52,12 | 36,36 | 6,67 | 3,03 | 1,82 | 0    | 177      |
| Faial da Terra             | 66,41 | 25,00 | 6,25 | 0,78 | 0    | 1,56 | 139      |
| Furnas                     | 45,51 | 33,59 | 9,18 | 9,38 | 1,56 | 0,78 | 561      |
| Nossa Senhora dos Remédios | 63,16 | 25,21 | 4,71 | 5,26 | 1,66 | 0    | 387      |
| Povoação                   | 46,66 | 37,79 | 8,14 | 5,09 | 1,60 | 0,73 | 730      |
| Ribeira Quente             | 48,13 | 34,85 | 7,05 | 7,47 | 2,49 | 0    | 253      |
| Povoação                   | 51,03 | 33,37 | 7,45 | 6,01 | 1,62 | 0,53 | 2 247    |

### Ribeira Grande
| Candidato               | Candidato               | Votos  | %               |
| ----------------------- | ----------------------- | ------ | --------------- |
|                         | Aníbal Cavaco Silva     | 3 282  | 54,55 / 100,00  |
|                         | Manuel Alegre           | 1 552  | 25,79 / 100,00  |
|                         | Fernando Nobre          | 623    | 10,35 / 100,00  |
|                         | José Manuel Coelho      | 321    | 5,33 / 100,00   |
|                         | Francisco Lopes         | 139    | 2,31 / 100,00   |
|                         | Defensor Moura          | 100    | 1,66 / 100,00   |
| Votos Inválidos         | Votos Inválidos         | 402    | 6,26 / 100,00   |
| Total                   | Total                   | 6 419  | 100,00 / 100,00 |
| Eleitorado/Participação | Eleitorado/Participação | 26 216 | 24,49 / 100,00  |

| Freguesia                  | %     | %     | %     | %    | %    | %    | Votantes |
| Freguesia                  | ACS   | MA    | FN    | JMC  | FL   | DM   | Votantes |
| -------------------------- | ----- | ----- | ----- | ---- | ---- | ---- | -------- |
| Calhetas                   | 51,92 | 24,04 | 14,90 | 6,25 | 0,48 | 2,40 | 218      |
| Fenais da Ajuda            | 67,74 | 18,64 | 5,38  | 2,51 | 2,51 | 3,23 | 287      |
| Lomba da Maia              | 58,27 | 23,38 | 8,27  | 8,27 | 0,72 | 1,08 | 290      |
| Lomba de São Pedro         | 64,49 | 21,50 | 5,61  | 6,54 | 0,93 | 0,93 | 110      |
| Maia                       | 50,51 | 33,95 | 7,77  | 4,91 | 1,43 | 1,43 | 528      |
| Pico da Pedra              | 42,28 | 29,53 | 16,17 | 6,82 | 3,71 | 1,48 | 747      |
| Porto Formoso              | 50,15 | 35,22 | 5,97  | 5,37 | 2,39 | 0,90 | 347      |
| Rabo de Peixe              | 60,66 | 23,44 | 8,36  | 3,65 | 3,06 | 0,82 | 912      |
| Ribeira Grande (Conceição) | 50,83 | 28,62 | 11,93 | 5,14 | 1,65 | 1,83 | 593      |
| Ribeira Grande (Matriz)    | 52,03 | 23,63 | 13,60 | 5,49 | 2,39 | 2,86 | 898      |
| Ribeira Seca               | 60,77 | 20,20 | 9,85  | 5,68 | 2,00 | 1,50 | 636      |
| Ribeirinha                 | 51,08 | 25,23 | 12,92 | 4,00 | 4,62 | 2,15 | 343      |
| Santa Bárbara              | 61,76 | 22,22 | 7,54  | 6,52 | 1,31 | 0,65 | 316      |
| São Brás                   | 57,84 | 29,73 | 3,78  | 5,95 | 1,08 | 1,62 | 194      |
| Ribeira Grande             | 54,55 | 25,79 | 10,35 | 5,33 | 2,31 | 1,66 | 6 419    |

### Santa Cruz da Graciosa
| Candidato               | Candidato               | Votos | %               |
| ----------------------- | ----------------------- | ----- | --------------- |
|                         | Aníbal Cavaco Silva     | 875   | 62,06 / 100,00  |
|                         | Manuel Alegre           | 401   | 28,44 / 100,00  |
|                         | Fernando Nobre          | 64    | 4,54 / 100,00   |
|                         | José Manuel Coelho      | 31    | 2,20 / 100,00   |
|                         | Defensor Moura          | 22    | 1,56 / 100,00   |
|                         | Francisco Lopes         | 17    | 1,21 / 100,00   |
| Votos Inválidos         | Votos Inválidos         | 69    | 4,67 / 100,00   |
| Total                   | Total                   | 1 479 | 100,00 / 100,00 |
| Eleitorado/Participação | Eleitorado/Participação | 4 422 | 33,45 / 100,00  |

| Freguesia              | %     | %     | %    | %    | %    | %    | Votantes |
| Freguesia              | ACS   | MA    | FN   | JMC  | DM   | FL   | Votantes |
| ---------------------- | ----- | ----- | ---- | ---- | ---- | ---- | -------- |
| Guadalupe              | 76,23 | 14,73 | 2,84 | 1,81 | 2,33 | 2,07 | 415      |
| Luz                    | 63,41 | 30,24 | 2,93 | 2,44 | 0,98 | 0    | 214      |
| Praia                  | 63,72 | 28,39 | 3,47 | 2,84 | 1,58 | 0    | 330      |
| Santa Cruz da Graciosa | 49,50 | 38,32 | 7,19 | 2,00 | 1,20 | 1,80 | 520      |
| Santa Cruz da Graciosa | 62,06 | 28,44 | 4,54 | 2,20 | 1,56 | 1,21 | 1 479    |

### Santa Cruz das Flores
| Candidato               | Candidato               | Votos | %               |
| ----------------------- | ----------------------- | ----- | --------------- |
|                         | Aníbal Cavaco Silva     | 335   | 52,18 / 100,00  |
|                         | Manuel Alegre           | 180   | 28,04 / 100,00  |
|                         | Fernando Nobre          | 81    | 12,62 / 100,00  |
|                         | José Manuel Coelho      | 28    | 4,36 / 100,00   |
|                         | Francisco Lopes         | 12    | 1,87 / 100,00   |
|                         | Defensor Moura          | 6     | 0,93 / 100,00   |
| Votos Inválidos         | Votos Inválidos         | 33    | 4,89 / 100,00   |
| Total                   | Total                   | 675   | 100,00 / 100,00 |
| Eleitorado/Participação | Eleitorado/Participação | 2 022 | 33,38 / 100,00  |

| Freguesia             | %     | %     | %     | %    | %    | %    | Votantes |
| Freguesia             | ACS   | MA    | FN    | JMC  | FL   | DM   | Votantes |
| --------------------- | ----- | ----- | ----- | ---- | ---- | ---- | -------- |
| Caveira               | 50,00 | 34,09 | 11,36 | 2,27 | 0    | 2,27 | 45       |
| Cedros                | 33,33 | 33,33 | 15,38 | 7,69 | 7,69 | 2,56 | 43       |
| Ponta Delgada         | 68,50 | 15,75 | 10,24 | 3,94 | 0    | 1,57 | 130      |
| Santa Cruz das Flores | 49,31 | 30,56 | 13,19 | 4,40 | 2,08 | 0,46 | 457      |
| Santa Cruz das Flores | 52,18 | 28,04 | 12,62 | 4,36 | 1,87 | 0,93 | 675      |

### São Roque do Pico
| Candidato               | Candidato               | Votos | %               |
| ----------------------- | ----------------------- | ----- | --------------- |
|                         | Aníbal Cavaco Silva     | 565   | 54,38 / 100,00  |
|                         | Manuel Alegre           | 271   | 26,08 / 100,00  |
|                         | Fernando Nobre          | 121   | 11,65 / 100,00  |
|                         | José Manuel Coelho      | 51    | 4,91 / 100,00   |
|                         | Francisco Lopes         | 19    | 1,83 / 100,00   |
|                         | Defensor Moura          | 12    | 1,15 / 100,00   |
| Votos Inválidos         | Votos Inválidos         | 71    | 6,40 / 100,00   |
| Total                   | Total                   | 1 110 | 100,00 / 100,00 |
| Eleitorado/Participação | Eleitorado/Participação | 3 245 | 34,21 / 100,00  |

| Freguesia         | %     | %     | %     | %    | %    | %    | Votantes |
| Freguesia         | ACS   | MA    | FN    | JMC  | FL   | DM   | Votantes |
| ----------------- | ----- | ----- | ----- | ---- | ---- | ---- | -------- |
| Prainha           | 60,54 | 22,16 | 8,65  | 7,03 | 1,62 | 0    | 195      |
| Santa Luzia       | 57,39 | 26,96 | 9,57  | 6,09 | 0    | 0    | 124      |
| Santo Amaro       | 50,00 | 33,13 | 10,63 | 5,00 | 0,63 | 0,63 | 171      |
| Santo António     | 47,62 | 29,76 | 11,31 | 3,57 | 6,55 | 1,19 | 180      |
| São Roque do Pico | 55,23 | 23,36 | 14,11 | 4,14 | 2,19 | 0,97 | 440      |
| São Roque do Pico | 54,38 | 26,08 | 11,65 | 4,91 | 1,83 | 1,15 | 1 110    |

### Velas
| Candidato               | Candidato               | Votos | %               |
| ----------------------- | ----------------------- | ----- | --------------- |
|                         | Aníbal Cavaco Silva     | 1 222 | 67,89 / 100,00  |
|                         | Manuel Alegre           | 291   | 16,17 / 100,00  |
|                         | Fernando Nobre          | 127   | 7,06 / 100,00   |
|                         | José Manuel Coelho      | 114   | 6,33 / 100,00   |
|                         | Francisco Lopes         | 27    | 1,50 / 100,00   |
|                         | Defensor Moura          | 19    | 1,06 / 100,00   |
| Votos Inválidos         | Votos Inválidos         | 84    | 4,46 / 100,00   |
| Total                   | Total                   | 1 884 | 100,00 / 100,00 |
| Eleitorado/Participação | Eleitorado/Participação | 5 069 | 37,17 / 100,00  |

| Freguesia    | %     | %     | %    | %     | %    | %    | Votantes |
| Freguesia    | ACS   | MA    | FN   | JMC   | FL   | DM   | Votantes |
| ------------ | ----- | ----- | ---- | ----- | ---- | ---- | -------- |
| Manadas      | 77,44 | 11,59 | 4,88 | 3,66  | 1,83 | 0,61 | 171      |
| Norte Grande | 69,67 | 15,57 | 5,74 | 7,38  | 0,82 | 0,82 | 249      |
| Rosais       | 72,34 | 15,32 | 5,11 | 6,38  | 0,85 | 0    | 247      |
| Santo Amaro  | 61,94 | 18,69 | 6,92 | 10,03 | 1,73 | 0,69 | 304      |
| Urzelina     | 70,11 | 13,28 | 5,54 | 7,75  | 1,48 | 1,85 | 286      |
| Velas        | 64,66 | 18,09 | 9,72 | 4,19  | 1,84 | 1,51 | 627      |
| Velas        | 67,89 | 16,17 | 7,06 | 6,33  | 1,50 | 1,06 | 1 884    |

### Vila da Praia da Vitória
| Candidato               | Candidato               | Votos  | %               |
| ----------------------- | ----------------------- | ------ | --------------- |
|                         | Aníbal Cavaco Silva     | 3 476  | 62,05 / 100,00  |
|                         | Manuel Alegre           | 1 343  | 23,97 / 100,00  |
|                         | Fernando Nobre          | 462    | 8,25 / 100,00   |
|                         | José Manuel Coelho      | 173    | 3,09 / 100,00   |
|                         | Francisco Lopes         | 96     | 1,71 / 100,00   |
|                         | Defensor Moura          | 52     | 0,93 / 100,00   |
| Votos Inválidos         | Votos Inválidos         | 337    | 5,67 / 100,00   |
| Total                   | Total                   | 5 939  | 100,00 / 100,00 |
| Eleitorado/Participação | Eleitorado/Participação | 19 062 | 31,16 / 100,00  |

| Freguesia                     | %     | %     | %     | %    | %    | %    | Votantes |
| Freguesia                     | ACS   | MA    | FN    | JMC  | FL   | DM   | Votantes |
| ----------------------------- | ----- | ----- | ----- | ---- | ---- | ---- | -------- |
| Agualva                       | 63,09 | 28,13 | 5,86  | 0,98 | 1,37 | 0,59 | 531      |
| Biscoitos                     | 61,18 | 23,83 | 8,85  | 3,69 | 1,47 | 0,98 | 422      |
| Cabo da Praia                 | 69,15 | 18,41 | 8,46  | 0,50 | 0    | 3,48 | 219      |
| Fonte do Bastardo             | 61,46 | 23,57 | 7,32  | 5,73 | 0,64 | 1,27 | 331      |
| Fontinhas                     | 73,03 | 18,86 | 4,39  | 1,97 | 1,10 | 0,66 | 485      |
| Lajes                         | 63,76 | 20,96 | 8,84  | 3,06 | 2,29 | 1,09 | 992      |
| Porto Martins                 | 49,01 | 31,25 | 15,13 | 3,29 | 0,66 | 0,66 | 328      |
| Praia da Vitória (Santa Cruz) | 59,44 | 23,94 | 10,51 | 3,59 | 1,86 | 0,66 | 1 589    |
| Quatro Ribeiras               | 56,32 | 36,21 | 2,30  | 2,30 | 1,72 | 1,15 | 184      |
| São Brás                      | 61,31 | 22,62 | 8,20  | 2,95 | 2,95 | 1,97 | 326      |
| Vila Nova                     | 64,24 | 24,75 | 4,32  | 3,93 | 2,55 | 0,52 | 532      |
| Vila Praia da Vitória         | 62,05 | 23,97 | 8,25  | 3,09 | 1,71 | 0,93 | 5 939    |

### Vila do Porto
| Candidato               | Candidato               | Votos | %               |
| ----------------------- | ----------------------- | ----- | --------------- |
|                         | Aníbal Cavaco Silva     | 647   | 48,72 / 100,00  |
|                         | Manuel Alegre           | 371   | 27,94 / 100,00  |
|                         | Fernando Nobre          | 177   | 13,33 / 100,00  |
|                         | José Manuel Coelho      | 81    | 6,10 / 100,00   |
|                         | Francisco Lopes         | 37    | 2,79 / 100,00   |
|                         | Defensor Moura          | 15    | 1,13 / 100,00   |
| Votos Inválidos         | Votos Inválidos         | 146   | 9,91 / 100,00   |
| Total                   | Total                   | 1 474 | 100,00 / 100,00 |
| Eleitorado/Participação | Eleitorado/Participação | 5 107 | 28,86 / 100,00  |

| Freguesia      | %     | %     | %     | %     | %    | %    | Votantes |
| Freguesia      | ACS   | MA    | FN    | JMC   | FL   | DM   | Votantes |
| -------------- | ----- | ----- | ----- | ----- | ---- | ---- | -------- |
| Almagreira     | 61,82 | 21,82 | 4,55  | 5,45  | 1,82 | 4,55 | 121      |
| Santa Bárbara  | 64,54 | 19,15 | 4,96  | 7,09  | 3,55 | 0,71 | 157      |
| Santo Espírito | 46,78 | 25,15 | 10,53 | 11,11 | 5,85 | 0,58 | 181      |
| São Pedro      | 53,33 | 28,15 | 9,63  | 3,70  | 4,44 | 0,74 | 157      |
| Vila do Porto  | 43,58 | 31,00 | 17,38 | 5,32  | 1,82 | 0,91 | 858      |
| Vila do Porto  | 48,72 | 27,94 | 13,33 | 6,10  | 2,79 | 1,13 | 1 474    |

### Vila Franca do Campo
| Candidato               | Candidato               | Votos  | %               |
| ----------------------- | ----------------------- | ------ | --------------- |
|                         | Aníbal Cavaco Silva     | 1 487  | 59,38 / 100,00  |
|                         | Manuel Alegre           | 580    | 23,16 / 100,00  |
|                         | Fernando Nobre          | 241    | 9,62 / 100,00   |
|                         | José Manuel Coelho      | 113    | 4,51 / 100,00   |
|                         | Francisco Lopes         | 54     | 2,16 / 100,00   |
|                         | Defensor Moura          | 29     | 1,16 / 100,00   |
| Votos Inválidos         | Votos Inválidos         | 130    | 4,93 / 100,00   |
| Total                   | Total                   | 2 634  | 100,00 / 100,00 |
| Eleitorado/Participação | Eleitorado/Participação | 10 122 | 26,02 / 100,00  |

| Freguesia                         | %     | %     | %     | %     | %    | %    | Votantes |
| Freguesia                         | ACS   | MA    | FN    | JMC   | FL   | DM   | Votantes |
| --------------------------------- | ----- | ----- | ----- | ----- | ---- | ---- | -------- |
| Água de Alto                      | 55,16 | 29,89 | 6,52  | 4,08  | 2,99 | 1,36 | 385      |
| Ponta Garça                       | 70,81 | 14,30 | 7,79  | 4,19  | 1,28 | 1,63 | 893      |
| Ribeira das Tainhas               | 52,14 | 27,78 | 11,97 | 6,84  | 0,85 | 0,43 | 255      |
| Ribeira Seca                      | 55,38 | 21,51 | 10,75 | 10,75 | 0,54 | 1,08 | 203      |
| Vila Franca do Campo (São Miguel) | 51,77 | 27,56 | 11,66 | 3,36  | 4,42 | 1,24 | 594      |
| Vila Franca do Campo (São Pedro)  | 54,14 | 29,66 | 12,41 | 2,41  | 1,38 | 0    | 304      |
| Vila Franca do Campo              | 59,38 | 23,16 | 9,62  | 4,51  | 2,16 | 1,16 | 2 634    |